# Concili del Laterà II
El Concili del Laterà II (el desè concili ecumènic) va ser convocat en 1139 per Innocenci II. Es va centrar en la vida eclesiàstica correcta, amb recomanacions per als sacerdots com vestir modestament i la prohibició del matrimoni per als religiosos. Així mateix va reafirmar la importància de les treves de Déu (com la Pau i Treva de Déu catalana) i la condemna de la usura o dels tornejos. Es va vetar per acabar l'ús de la ballesta entre combatents cristians.